# Костанцо, Роберт
Роберт Костанцо (англ. Robert Costanzo, 20 октября 1942 года, Бруклин, Нью-Йорк, США) — американский кино- и телеактёр.

## Биография и карьера
Роберт Костанцо родился 20 октября 1942 года в Бруклине, Нью-Йорк в семье актёра Кармайна Костанцо.
Впервые на экранах Роберт появился в драме «Собачий полдень» (англ. Dog Day Afternoon) американского режиссёра Сидни Люмета.
Снимался также в фильмах «Лихорадка субботнего вечера», «Крепкий орешек 2», «Вспомнить всё». Появлялся в эпизодических ролях в телесериалах «Сумеречная зона», «Альф», «Коломбо», «Она написала убийство», «Лоис и Кларк: Новые приключения Супермена», «Скорая помощь», «Морская полиция: Спецотдел», «Дни нашей жизни», «Друзья», «Джоуи», «Ханна Монтана».
Озвучивал мультсериалы «Бэтмен (мультсериал, 1992)» и «Новые приключения Бэтмена» (детектив Харви Баллок), «Чокнутый» и другие.

## Избранная фильмография
| Год  | Название                    | Роль                                   | Примечания              |
| ---- | --------------------------- | -------------------------------------- | ----------------------- |
| 1977 | До свидания, дорогая        | продавец в винном магазине             |                         |
| 1977 | Лихорадка субботнего вечера | покупатель в магазине красок           |                         |
| 1978 | Братья по крови             | Вик                                    | в титрах - Боб Костанцо |
| 1983 | Звёздная палата             | сержант Спота                          |                         |
| 1983 | Хорошая пара                | капитан Чинзари                        |                         |
| 1984 | Вверх по течению            | охранник кампуса Чарли                 |                         |
| 1990 | Вспомнить всё               | Гарри, вымышленный друг Дугласа        |                         |
| 1990 | Дик Трейси                  | телохранитель Липса                    |                         |
| 1990 | Крепкий орешек 2            | сержант полиции аэропорта Вито Лоренцо |                         |
| 1990 | Мастера угрозы              | пилот                                  |                         |
| 1991 | Мираж                       | Майрон Сейлз                           |                         |
| 1991 | Городские пижоны            | Сэл                                    |                         |
| 1992 | Наш конёк — большие деньги  | Майкл                                  |                         |
| 1992 | Незаконное вторжение        | поручитель под залог                   |                         |
| 1992 | Медовый месяц в Лас-Вегасе  | Сидни                                  |                         |
| 1993 | Кладбищенский клуб          | Морти                                  |                         |
| 1993 | Безжалостный 3              | Рой Калевски                           | Direct-to-video         |
| 1993 | Лучший друг человека        | детектив Ковач                         |                         |
| 1993 | Бэтмен: Маска Фантазма      | детектив Харви Буллок                  | озвучка                 |
| 1994 | Норт                        | Эл                                     |                         |
| 1995 | Задумай маленькую мечту 2   | мистер Макви                           | Direct-to-video         |
| 1995 | Прощание с Парижем          | официант                               |                         |
| 2003 | Каролина                    | участник идеального свидания           |                         |
| 2003 | Алекс и Эмма                | водитель автобуса                      |                         |